# Clinopodium cilicicum
Clinopodium cilicicum là một loài thực vật có hoa trong họ Hoa môi. Loài này được (Hausskn. ex P.H.Davis) Bräuchler & Heubl mô tả khoa học đầu tiên năm 2006.